# Piemonte Volley 2013-2014
Questa voce raccoglie le informazioni riguardanti il Piemonte Volley nelle competizioni ufficiali della stagione 2013-2014.

## Stagione
La stagione 2013-13 è per il Piemonte Volley, sponsorizzata dalla Bre Banca e dal Gruppo Lannutti, la venticinquesima consecutiva in Serie A1; vengono confermati, come allenatore, Roberto Piazza, e tra i giocatori, Oleg Antonov, Daniele De Pandis, Emanuel Kohút e Andrea Marchisio. Lasciano la squadra il capitano Wout Wijsmans, Nikola Grbić, Luigi Mastrangelo, dopo un lungo contenzioso che l'aveva portato fuori rosa già nella stagione precedente, Earvin N'Gapeth, Dore Della Lunga e Cvetan Sokolov, questi ultimi due ritornati alla Trentino Volley per fine prestito, mentre tra gli arrivi spiccano quelli di Jeroen Rauwerdink, Gabriele Maruotti, Alberto Casadei, Antonin Rouzier, Manuel Coscione, Giorgio De Togni e Javier González, nominato anche nuovo capitano.
Nelle prime sei giornate di campionato il Piemonte Volley riesce a conquistare una sola vittoria, nella terza giornata, per 3-0, contro la Top Volley: fanno seguito due successi consecutivi, una sconfitta contro l'Associazione Sportiva Volley Lube, una nuova vittoria contro il Callipo Sport e, a chiudere il girone di andata, lo stop contro la Pallavolo Modena, portando il club di Cuneo all'ottavo posto in classifica, l'ultimo utile per qualificarsi alla Coppa Italia. Il girone di ritorno regala invece qualche soddisfazione in più: infatti, nonostante si apra con una sconfitta, fanno seguito quattro successi consecutivi; segue quindi un periodo di alternanza di risultati e al termine della regular season la squadra è al sesto posto in classifica. Nei quarti di finale dei play-off scudetto la sfida è contro la Sir Safety Perugia, la quale vince entrambe le sfide necessarie per passare al turno successivo, eliminando i piemontesi; tuttavia questi accedono ai play-off Challenge Cup: vincono le gare di andata e ritorno sia dei quarti di finale, contro la formazione di Vibo Valentia, sia le semifinali, contro la Pallavolo Città di Castello, ma devono soccombere al tie-break, in finale, al Gruppo Sportivo Porto Robur Costa.
L'ottavo posto al termine del girone di andata della Serie A1 2013-14, consente al Piemonte Volley di disputare la Coppa Italia: l'avventura nella competizione tuttavia dura solo per i quarti di finale, venendo sconfitta con un netto 3-0 dalla squadra di Macerata.
Il quarto posto in regular season ed il raggiungimento delle semifinali nei play-off scudetto nell'annata 2012-13, qualifica il club alla Coppa CEV; i sedicesimi di finale vengono superati grazie alla doppia vittoria sui francesi del Nantes Rezé Métropole Volley, mentre negli ottavi di finale il confronto è contro il TV Bühl Volleyball: dopo la vittoria in trasferta per 3-2, il Piemonte Volley perde con lo stesso risultato in casa e viene eliminato dalla competizione dopo aver perso anche il Golden set.

## Organigramma societario
Area direttiva
- Presidente: Valter Lannutti
- Segreteria generale: Giusy Bertolotto
- Amministratore delegato: Pasquale Landolfo

Area organizzativa
- Team manager: Daniele Vergnaghi
- General manager: Marco Pistolesi
- Responsabile logistica: Aldo Asnaghi

Area tecnica
- Allenatore: Roberto Piazza
- Allenatore in seconda: Massimiliano Giaccardi
- Scout man: Emanuele Aime

Area comunicazione
- Addetto stampa: Giusy Bertolotto
- Relazioni esterne: Bruno Lubatti

Area sanitaria
- Medico: Stefano Carando, Guido Enrici
- Preparatore atletico: Danilo Bramard
- Fisioterapista: Gabriele Giorgis, Francesco Zito

## Rosa
| N° | Nome              | Ruolo | Data di nascita   | Nazionalità sportiva |
| -- | ----------------- | ----- | ----------------- | -------------------- |
| 1  | Jeroen Rauwerdink | S     | 13 settembre 1985 | Paesi Bassi          |
| 2  | Oleg Antonov      | S/O   | 28 luglio 1988    | Italia               |
| 3  | Andrea Marchisio  | L     | 6 novembre 1990   | Italia               |
| 4  | Javier González   | P     | 21 gennaio 1983   | Cuba                 |
| 5  | Daniele De Pandis | L     | 30 giugno 1984    | Italia               |
| 6  | Alberto Casadei   | S/O   | 15 settembre 1984 | Italia               |
| 8  | Emanuel Kohút     | C     | 21 luglio 1988    | Slovacchia           |
| 9  | Nikola Grbić      | P     | 6 settembre 1973  | Serbia               |
| 10 | Aimone Alletti    | C     | 28 giugno 1988    | Italia               |
| 11 | Giorgio De Togni  | C     | 7 luglio 1985     | Italia               |
| 12 | Nico Freriks      | P     | 22 dicembre 1981  | Paesi Bassi          |
| 13 | Manuel Coscione   | P     | 29 gennaio 1980   | Italia               |
| 14 | Antonin Rouzier   | S/O   | 18 agosto 1986    | Francia              |
| 15 | Gabriele Maruotti | S     | 25 marzo 1988     | Italia               |
| 16 | Edoardo Picco     | C     | 28 marzo 1994     | Italia               |
| -  | Luigi Mastrangelo | C     | 17 agosto 1975    | Italia               |

## Mercato
| Acquisti | Acquisti          | Acquisti           | Acquisti   |
| R.       | Nome              | da                 | Modalità   |
| -------- | ----------------- | ------------------ | ---------- |
| C        | Aimone Alletti    | Sir Safety Perugia | definitivo |
| S/O      | Alberto Casadei   | Modena             | definitivo |
| P        | Manuel Coscione   | Callipo            | definitivo |
| C        | Giorgio De Togni  | Altotevere         | definitivo |
| P        | Nico Freriks      | Moerser            | definitivo |
| P        | Javier González   | Tomis Costanza     | definitivo |
| S        | Gabriele Maruotti | Piacenza           | definitivo |
| S        | Jeroen Rauwerdink | Top Volley Latina  | definitivo |
| S/O      | Antonin Rouzier   | ZAKSA              | definitivo |

| Cessioni | Cessioni          | Cessioni          | Cessioni      |
| R.       | Nome              | a                 | Modalità      |
| -------- | ----------------- | ----------------- | ------------- |
| P        | Nimir Abdel-Aziz  | Ziraat Bankası    | definitivo    |
| S        | Dore Della Lunga  | Trentino          | fine prestito |
| P        | Nico Freriks      | Beauvais          | definitivo    |
| S/O      | Andrea Galliani   | Impavida Ortona   | definitivo    |
| P        | Nikola Grbić      | Zenit-Kazan       | definitivo    |
| C        | Luigi Mastrangelo | -                 | svincolato    |
| S        | Earvin N'Gapeth   | Kuzbass           | definitivo    |
| C        | Andrea Rossi      | Città di Castello | definitivo    |
| S/O      | Cvetan Sokolov    | Trentino          | fine prestito |
| S        | Wout Wijsmans     | Beijing           | definitivo    |

## Risultati

### Serie A1

#### Girone di andata
| 1ª giornata - 20 ottobre 2013 PalaBreBanca, Cuneo          | Piemonte          | 2 - 3 | Sir Safety Perugia | 25-23, 20-25, 31-29, 19-25, 14-16 |
| 2ª giornata - 27 ottobre 2013 PalaOlimpia, Verona          | BluVolley Verona  | 3 - 1 | Piemonte           | 25-21, 30-28, 23-25, 25-20        |
| 3ª giornata - 3 novembre 2013 PalaBreBanca, Cuneo          | Piemonte          | 3 - 0 | Top Volley Latina  | 25-19, 25-22, 25-17               |
| 4ª giornata - 10 novembre 2013 PalaPoli, Molfetta          | Molfetta          | 3 - 0 | Piemonte           | 25-19, 25-20, 25-21               |
| 5ª giornata - 14 novembre 2013 PalaBreBanca, Cuneo         | Piemonte          | 1 - 3 | Trentino           | 18-25, 16-25, 25-22, 23-25        |
| 6ª giornata - 27 novembre 2013 PalaBanca, Piacenza         | Piacenza          | 3 - 1 | Piemonte           | 25-17, 25-13, 21-25, 25-23        |
| 7ª giornata - 1º dicembre 2013 PalaBreBanca, Cuneo         | Piemonte          | 3 - 1 | Porto Robur Costa  | 20-25, 25-21, 25-22, 25-20        |
| 8ª giornata - 8 dicembre 2013 PalaKemon, San Giustino      | Città di Castello | 0 - 3 | Piemonte           | 23-25, 18-25, 22-25               |
| 9ª giornata - 15 dicembre 2013 PalaFontescodella, Macerata | Lube              | 3 - 0 | Piemonte           | 25-17, 25-20, 25-19               |
| 10ª giornata - 22 dicembre 2013 PalaBreBanca, Cuneo        | Piemonte          | 3 - 1 | Callipo            | 25-21, 19-25, 25-17, 25-15        |
| 11ª giornata - 8 gennaio 2014 PalaPanini, Modena           | Modena            | 3 - 1 | Piemonte           | 25-22, 21-25, 27-25, 25-18        |

#### Girone di ritorno
| 12ª giornata - 12 gennaio 2014 PalaEvangelisti, Perugia  | Sir Safety Perugia | 3 - 0 | Piemonte          | 25-16, 25-20, 25-17               |
| 13ª giornata - 19 gennaio 2014 PalaBreBanca, Cuneo       | Piemonte           | 3 - 0 | BluVolley Verona  | 25-18, 25-15, 25-20               |
| 14ª giornata - 25 gennaio 2014 PalaBianchini, Latina     | Top Volley Latina  | 2 - 3 | Piemonte          | 25-18, 25-23, 23-25, 21-25, 9-15  |
| 15ª giornata - 2 febbraio 2014 PalaBreBanca, Cuneo       | Piemonte           | 3 - 0 | Molfetta          | 25-21, 25-21, 25-22               |
| 16ª giornata - 9 febbraio 2014 PalaTrento, Trento        | Trentino           | 1 - 3 | Piemonte          | 17-25, 25-27, 25-22, 17-25        |
| 17ª giornata - 16 febbraio 2014 PalaBreBanca, Cuneo      | Piemonte           | 2 - 3 | Piacenza          | 28-30, 29-27, 25-22, 23-25, 10-15 |
| 18ª giornata - 23 febbraio 2014 PalaDeAndrè, Ravenna     | Porto Robur Costa  | 3 - 0 | Piemonte          | 25-18, 25-21, 25-22               |
| 19ª giornata - 2 marzo 2014 PalaBreBanca, Cuneo          | Piemonte           | 3 - 0 | Città di Castello | 25-20, 25-17, 25-12               |
| 20ª giornata - 19 febbraio 2014 PalaBreBanca, Cuneo      | Piemonte           | 2 - 3 | Lube              | 25-23, 15-25, 21-25, 25-23, 12-15 |
| 21ª giornata - 16 marzo 2014 PalaValentia, Vibo Valentia | Callipo            | 0 - 3 | Piemonte          | 20-25, 26-28, 23-25               |
| 22ª giornata - 23 marzo 2014 PalaBreBanca, Cuneo         | Piemonte           | 0 - 3 | Modena            | 21-25, 18-25, 21-25               |

#### Play-off scudetto
| Quarti di finale (andata) - 27 marzo 2014 PalaEvangelisti, Perugia | Sir Safety Perugia | 3 - 1 | Piemonte           | 22-25, 25-18, 25-18, 25-16 |
| Quarti di finale (ritorno) - 30 marzo 2014 PalaBreBanca, Cuneo     | Piemonte           | 1 - 3 | Sir Safety Perugia | 20-25, 25-17, 20-25, 21-25 |

#### Play-off Challenge Cup
| Quarti di finale (andata) - 6 aprile 2014 PalaValentia, Vibo Valentia | Callipo           | 1 - 3 | Piemonte          | 21-25, 14-25, 25-22, 16-25        |
| Quarti di finale (ritorno) - 13 aprile 2014 PalaBreBanca, Cuneo       | Piemonte          | 3 - 0 | Callipo           | 25-20, 26-24, 25-21               |
| Semifinali (andata) - 24 aprile 2014 PalaKemon, PalaKemon             | Città di Castello | 0 - 3 | Piemonte          | 21-25, 15-25, 14-25               |
| Semifinali (ritorno) - 27 aprile 2014 PalaBreBanca                    | Piemonte          | 3 - 0 | Città di Castello | 25-17, 25-18, 25-21               |
| Finale - 30 aprile 2014 PalaBreBanca                                  | Piemonte          | 2 - 3 | Porto Robur Costa | 23-25, 22-25, 25-18, 25-23, 14-16 |

### Coppa Italia

#### Fase a eliminazione diretta
| Quarti di finale - 29 gennaio 2014 PalaFontescodella, Macerata | Lube | 3 - 0 | Piemonte | 25-20, 25-21, 25-23 |

### Coppa CEV

#### Fase a eliminazione diretta
| Sedicesimi di finale (andata) - 23 ottobre 2013 Gymnase Arthur Dugast, Nantes | Nantes   | 1 - 3 | Piemonte | 22-25, 25-17, 18-25, 20-25                          |
| Sedicesimi di finale (ritorno) - 29 ottobre 2013 PalaBreBanca, Cuneo          | Piemonte | 3 - 0 | Nantes   | 25-21, 25-21, 25-21                                 |
| Ottavi di finale (andata) - 4 dicembre 2013 Großsporthalle, Bühl              | Bühl     | 2 - 3 | Piemonte | 25-23, 20-25, 25-19, 22-25, 5-15                    |
| Ottavi di finale (ritorno) - 11 dicembre 2013 PalaBreBanca, Cuneo             | Piemonte | 2 - 3 | Bühl     | 22-25, 25-27, 25-15, 25-21, 13-15 Golden set: 12-15 |

## Statistiche

### Statistiche di squadra
| Competizione | Punti | In casa | In casa | In casa | In trasferta | In trasferta | In trasferta | Totale | Totale | Totale |
| Competizione | Punti | G       | V       | P       | G            | V            | P            | G      | V      | P      |
| ------------ | ----- | ------- | ------- | ------- | ------------ | ------------ | ------------ | ------ | ------ | ------ |
| Serie A1     | 32    | 15      | 8       | 7       | 14           | 6            | 8            | 29     | 14     | 15     |
| Coppa Italia | -     | -       | -       | -       | 1            | 0            | 1            | 1      | 0      | 1      |
| Coppa CEV    | -     | 2       | 1       | 1       | 2            | 2            | 0            | 4      | 3      | 1      |
| Totale       | -     | 17      | 9       | 8       | 17           | 8            | 9            | 34     | 17     | 17     |

G = partite giocate; V = partite vinte; P = partite perse

### Statistiche dei giocatori
| Giocatore      | Serie A1 | Serie A1 | Serie A1 | Serie A1 | Serie A1 | Coppa Italia | Coppa Italia | Coppa Italia | Coppa Italia | Coppa Italia | Coppa CEV | Coppa CEV | Coppa CEV | Coppa CEV | Coppa CEV | Totale | Totale | Totale | Totale | Totale |
| Giocatore      | P        | PT       | AV       | MV       | BV       | P            | PT           | AV           | MV           | BV           | P         | PT        | AV        | MV        | BV        | P      | PT     | AV     | MV     | BV     |
| -------------- | -------- | -------- | -------- | -------- | -------- | ------------ | ------------ | ------------ | ------------ | ------------ | --------- | --------- | --------- | --------- | --------- | ------ | ------ | ------ | ------ | ------ |
| A. Alletti     | 25       | 76       | 50       | 16       | 10       | 1            | 1            | 1            | 0            | 0            | 4         | 8         | ?         | ?         | ?         | 30     | 85     | 51     | 16     | 10     |
| O. Antonov     | 28       | 288      | 244      | 20       | 24       | 1            | 5            | 4            | 1            | 0            | 3         | 35        | ?         | ?         | ?         | 32     | 328    | 248    | 21     | 24     |
| A. Casadei     | 24       | 221      | 187      | 23       | 11       | 1            | 11           | 11           | 0            | 0            | 3         | 6         | ?         | ?         | ?         | 28     | 238    | 198    | 23     | 11     |
| M. Coscione    | 20       | 15       | 3        | 10       | 2        | 0            | 0            | 0            | 0            | 0            | 4         | 8         | ?         | ?         | ?         | 24     | 23     | 3      | 10     | 2      |
| D. De Pandis   | 29       | -        | -        | -        | -        | 1            | -            | -            | -            | -            | 4         | -         | -         | -         | -         | 34     | -      | -      | -      | -      |
| G. De Togni    | 28       | 197      | 143      | 43       | 11       | 1            | 7            | 5            | 1            | 1            | 4         | 39        | ?         | ?         | ?         | 33     | 243    | 148    | 44     | 12     |
| N. Freriks     | 3        | 4        | 2        | 1        | 1        | -            | -            | -            | -            | -            | -         | -         | -         | -         | -         | 3      | 4      | 2      | 1      | 1      |
| J. González    | 27       | 66       | 38       | 22       | 6        | 1            | 6            | 3            | 3            | 0            | 3         | 5         | ?         | ?         | ?         | 31     | 77     | 41     | 25     | 6      |
| N. Grbić       | -        | -        | -        | -        | -        | -            | -            | -            | -            | -            | -         | -         | -         | -         | -         | -      | -      | -      | -      | -      |
| E. Kohút       | 28       | 192      | 129      | 45       | 18       | 1            | 6            | 3            | 2            | 1            | 4         | 43        | ?         | ?         | ?         | 33     | 241    | 132    | 47     | 19     |
| A. Marchisio   | 21       | -        | -        | -        | -        | 1            | -            | -            | -            | -            | 2         | -         | -         | -         | -         | 24     | -      | -      | -      | -      |
| G. Maruotti    | 29       | 287      | 248      | 30       | 9        | 1            | 5            | 5            | 0            | 0            | 4         | 13        | ?         | ?         | ?         | 34     | 305    | 253    | 30     | 9      |
| L. Mastrangelo | -        | -        | -        | -        | -        | -            | -            | -            | -            | -            | -         | -         | -         | -         | -         | -      | -      | -      | -      | -      |
| E. Picco       | 0        | 0        | 0        | 0        | 0        | -            | -            | -            | -            | -            | -         | -         | -         | -         | -         | 0      | 0      | 0      | 0      | 0      |
| J. Rauwerdink  | 28       | 168      | 144      | 18       | 6        | 1            | 4            | 3            | 1            | 0            | 4         | 29        | ?         | ?         | ?         | 33     | 200    | 147    | 19     | 6      |
| A. Rouzier     | 24       | 225      | 199      | 14       | 12       | 1            | 1            | 1            | 0            | 0            | 4         | 81        | ?         | ?         | ?         | 29     | 307    | 200    | 14     | 12     |

P = presenze; PT = punti totali; AV = attacchi vincenti; MV = muri vincenti; BV = battute vincenti